# John de Warenne, 6:e earl av Surrey
John de Warenne, 6:e earl av Surrey, född cirka 1231, död 27 september 1304, var en betydande man under Henrik III:s och Edvard I:s regeringstid. 
Earlen av Surrey ledde den engelska nordarmé som besegrades och till stor del förintades i Slaget vid Stirling Bridge 1297.
På 1200-talet var det vanligt att ädlingar förde befäl över landets militära styrkor, bland annat för att det gav dem rykte som skickliga härförare, och för att det var deras skatter som finansierade krigen.